# Quận Monroe, Florida
Quận Monroe là một quận thuộc tiểu bang Florida, Hoa Kỳ. Quận lỵ đóng ở Key West6. 
Dân số theo điều tra năm 2010 của Cục điều tra dân số Hoa Kỳ là 73090 người.

## Địa lý
Theo Cục điều tra dân số Hoa Kỳ, quận này có diện tích 9680 km2, trong đó có 7130 km2 là diện tích mặt nước.